# Küçükçekmece
Küçükçekmece ist eine Stadtgemeinde (Belediye) im gleichnamigen Ilçe (Landkreis) der Provinz Istanbul in der türkischen Marmararegion und gleichzeitig ein Stadtbezirk der 1984 gebildeten Büyükşehir belediyesi İstanbul (Großstadtgemeinde/Metropolprovinz). Küçükçekmece liegt auf der europäischen Seite der Großstadt und ist seit der Gebietsreform ab 2013 flächen- und einwohnermäßig identisch mit dem Landkreis.

## Geografie
Küçükçekmece ist ein recht großer, dicht bevölkerter Kreis/Stadtbezirk im Westen Istanbul und wurde nach dem gleichnamigen, angrenzenden See benannt. Im Jahre 1987 spalteten sich insgesamt 27 Stadtviertel (darunter auch die zwei Dörfer Kayabaşı und Şamlar) vom Kreis Bakırköy ab (festgelegt durch das Gesetz Nr. 3392). Durch die Abspaltung des Kreises/Stadtbezirks Avcilar im Jahr 1992 wurde Küçükçekmece auf die Hälfte verkleinert.
Küçükçekmeces Fläche beläuft sich auf 37,54 km² mit einem Strand von 7 km Länge. Zwei Kilometer südlich befindet sich İstanbuls ehemaliger Hauptflughafen Atatürk Havalimanı (2019 für den Passagierflugverkehr geschlossen). Die Entfernung zum Zentrum von İstanbul beträgt 23 km. Küçükçekmece grenzt im Süden an Bakırköy, im Norden an Başakşehir und im Osten an Bahçelievler und Bağcılar. Im Westen bildet der Küçükçekmece-See eine natürliche Grenze zu Avcılar.
Küçükçekmece erstreckt sich über eine weite, ebene Fläche mit nur geringfügigen Höhenunterschieden. Von den Ufern des Meeres und des Sees bis ins Ortsinnere hinein nimmt die Höhe stetig zu und erreicht an den nördlichen Erhebungen 200 m. Die Täler haben eine recht auffallende und einprägsame Form.
Der Küçükçekmece-See ist gemäß seiner Morphologie ein echter und typischer Lagunensee. Der Küçükçekmecesee hat eine Fläche von 16 km² und ist nicht besonders tief. Er erreicht im Süden mit 20 m seine größte Tiefe.
Die Bäche in diesem Stadtteil sind kurz, ihre Verläufe sind unbegradigt und wild. Aufgrund des schnellen Ortswachstums und der Industrialisierung befindet sich ein gewisser Teil dieser Bäche nunmehr innerhalb von Wohn- und Gewerbegebieten, und diese werden dadurch mehr und mehr zum Transportmittel für Industrie- und Haushaltsabwässer in Richtung Meer.

## Geschichte
Die Siedlung geht auf die antike Siedlung Rhegion (altgriechisch Ῥήγιον) zurück.

## Bevölkerung
Küçükçekmece war bis zur Eigenständigkeit als Kreis 1987 ein Dorf im zentralen Bucak (Merkezi Bucak) des Kreises Bakırköy, erhielt nach 1960 den Status einer Belediye (Stadtgemeinde). Nachfolgende Tabelle zeigt die Ergebnisse der Volkszählungen, die den E-Books der Originaldokumente entnommen wurden. Diese können nach Suchdateneingabe von der Bibliotheksseite des TÜIK heruntergeladen werden.
| Volkszählungsergebnisse des Ortes | Volkszählungsergebnisse des Ortes | Volkszählungsergebnisse des Ortes | Volkszählungsergebnisse des Ortes | Volkszählungsergebnisse des Ortes | Volkszählungsergebnisse des Ortes | Volkszählungsergebnisse des Ortes | Volkszählungsergebnisse des Ortes | Volkszählungsergebnisse des Ortes | Volkszählungsergebnisse des Ortes | Volkszählungsergebnisse des Ortes |
| Jahr                              | 1935                              | 1940                              | 1945                              | 1950                              | 1955                              | 1960                              | 1965                              | 1970                              | 1975                              | 1980                              |
| --------------------------------- | --------------------------------- | --------------------------------- | --------------------------------- | --------------------------------- | --------------------------------- | --------------------------------- | --------------------------------- | --------------------------------- | --------------------------------- | --------------------------------- |
| Einwohnerzahl                     | 707                               | 879                               | 1.201                             | 1.657                             | 4.573                             | 12.086                            | 22.835                            | 43.385                            | 58.709                            | 81.503                            |
Bei der Volkszählung am 22. Oktober 2000 ergab sich eine Einwohnerzahl von 594.524 Einw., davon 1.004 in Şamlar, dem einzig verbliebenen Dorf (das aber 2008 aufgelöst wurde). Das Bevölkerungswachstum beträgt 0,66 % die Analphabeten-Quote liegt bei 20 %.
Die zweite Tabelle zeigt die Bevölkerungsfortschreibung des Kreises/Stadtbezirks Küçükçekmece. Die Daten wurden durch Abfrage über das MEDAS-System des Türkischen Statistikinstituts TÜIK nach Auswahl des Jahres und der Region ermittelt.
| Jahr                       | Einwohner |      | Jahr    | Einwohner |
| -------------------------- | --------- | ---- | ------- | --------- |
| Volkszählung               |           |      |         |           |
| 1990                       | 479.419   |      | 2000    | 594.524   |
| Bevölkerungsfortschreibung |           |      |         |           |
| 2007                       | 785.392   |      | 2014    | 748.398   |
| 2008                       | 669.081   | 2015 | 761.064 |           |
| 2009                       | 674.795   | 2016 | 766.609 |           |
| 2010                       | 695.988   | 2017 | 770.393 |           |
| 2011                       | 711.112   | 2018 | 770.317 |           |
| 2012                       | 721.911   | 2019 | 792.821 |           |
| 2013                       | 740.090   | 2020 | 789.633 |           |
Der Kreis belegt seit fünf Jahren Platz 3 in der Rangliste der bevölkerungsstärksten Stadtbezirke/Kreise Istanbuls.
Von den gegenwärtig 21 Mahalle (Stadtviertel/Ortsteile) haben nur zwei weniger als 10.000 Einwohner. Im Durchschnitt wohnen 37.602 Menschen in jeden Mahalle, bevölkerungsstärkster ist der Atakent Mah. mit knapp 100.00 Einwohnern.

## Verkehr
Der Bahnhof Halkalı ist der wichtigste Bahnhof auch für die westlichen Stadtteile Istanbuls. Von hier fahren internationale Fernzüge in Richtung Bulgarien und Hochgeschwindigkeitszüge in den asiatischen Teil der Türkei.

## Persönlichkeiten
- Serhat Ahmetoğlu (* 2002), Fußballspieler